# Prime Time
Prime Time es una película sueca estrenada el 4 de julio del 2012 dirigida por Agneta Fagerström-Olsson.
La película es la segunda entrega de la franquicia de la serie de películas Annika Bengtzon.
Basada en el personaje ficticio de la periodista Annika Bengtzon, protagonista de varias novelas de la escritora sueca Liza Marklund.

## Sinopsis
Cuando la grabación de un programa de televisión ha finalizado, la popular presentadora de televisión Michelle Carlsson, es misteriosamente asesinada. 
La adicta al trabajo Annika Bengtzon, trabaja como reportera criminal en el tabloide "Kvällspressen", cuando se enteran del asesinato de la presentadora Annika es enviada al lugar donde diez sospechosos están detenidos por el asesinato de Carlsson y esperan ser interrogados por la policía, entre ellos se encuentra Anne Snapphane, una amiga de Annika y otros compañeros del tabloide "Kvällspressen", por lo que Annika intentará resolver lo sucedido para demostrar sus inocencias.

## Personajes

### Personajes principales
| Actor            | Personaje         | Ocupación                                  |
| ---------------- | ----------------- | ------------------------------------------ |
| Malin Crépin     | Annika Bengtzon   | Periodista de Crímenes del "Kvällspressen" |
| Erik Johansson   | Patrik Nilsson    | Reportero de Crímenes del "Kvällspressen"  |
| Leif Andrée      | Spiken            | Director de Noticias del "Kvällspressen"   |
| Björn Kjellman   | Anders Schyman    | Jefe de Redacción del "Kvällspressen"      |
| Kajsa Ernst      | Berit Hamrin      | Periodista de Crímenes del "Kvällspressen" |
| Richard Ulfsäter | Thomas Samuelsson | Esposo de Annika                           |
| Felix Engström   | Q                 | -                                          |

### Personajes secundarios
| Actor                    | Personaje         | Ocupación                  |
| ------------------------ | ----------------- | -------------------------- |
| Moa Gammel               | Anne Snapphane    | -                          |
| Josephine Bornebusch     | Michelle Carlsson | Presentadora de Televisión |
| Maria Kulle              | Karin Bellhorn    | -                          |
| Göran Stangertz          | Sebastian Follin  | -                          |
| Gustav Levin             | Gunnar Antonsson  | -                          |
| Jakob Hultcrantz Hansson | Stefan Axelsson   | -                          |
| Malin Buska              | Hannah Persson    | -                          |
| Anneli Martini           | Barbara Hansson   | -                          |
| Anna Åström              | Bambi Rosenberg   | -                          |
| Daniel Larsson           | John Essex        | -                          |
| Andreas Rothlin-Svensson | Bertil Strand     | -                          |
| Marik Lindström          | Doris             | -                          |
| Mia Benson               | Märta             | -                          |
| Elvira Franzén           | Ellen             | Hija de Annika y Thomas    |
| Edvin Ryding             | Kalle             | Hijo de Annika y Thomas    |
| Philip Martin            | Tore Brandt       | -                          |
| Peter Jansson            | Bjässen           | -                          |
| Anna Littorin            | Ellinor           | -                          |
| Niki Nordenskjöld        | Sanna             | -                          |
| Sanna Mari Patjas        | -                 | Superior de la Policía     |
| Malin Toverud            | -                 | Periodista de Redacción    |
| Anna Lindmarker          | -                 | Presentadora               |
| William Legue            | -                 | Aspirante                  |
| Jonathan Lundberg        | -                 | Solista                    |
| Alexi Carpentieri        | -                 | -                          |

## Producción
La película fue dirigida por Agneta Fagerström-Olsson, escrita por Alex Haridi (en el guion) estuvo basada en las novelas de la escritora sueca Liza Marklund.
Fue producida por Jenny Gilbertsson en coproducción con Hans-Wolfgang Jurgan, Lone Korslund y Åsa Sjöberg, contó con los productores ejecutivos Anni Faurbye Fernandez, Jessica Ericstam, Ole Søndberg y Mikael Wallen, y la productora de línea Susanne Tiger.
La música estuvo a cargo de Adam Nordén, mientras que cinematografía estuvo en manos de John Olsson y la edición fue hecha por Håkan Karlsson.
La segunda entrega fue estrenada el 4 de julio del 2012.	
Contó con la compañía productora "Yellow Bird" en coproducción con "Degeto Film", "TV4 Nordisk Television" y "Nordisk Film". También contó con la participación de las compañías "Dagsljus Filmequipment" (equipo de cámara) y "Ljudligan" (estudio de sonido).
En el 2012 fue distribuida por "Zodiak Rights" alrededor de todo el mundo por DVD, por "Nordisk Film" en DVD en Suecia, por "Katholieke Radio Omroep (KRO)" en televisión y por "Lumière Home Entertainment" en DVD en los Países Bajos. Finalmente en el 2013 fue distribuida por "AXN Crime" a través de la televisión en Hungría.

### Emisión en otros países
| País           | Título                                       | Fecha de Estreno                                |
| -------------- | -------------------------------------------- | ----------------------------------------------- |
| Alemania       | Ein Fall für Annika Bengtzon: Prime Time     | 31 de marzo de 2013                             |
| Dinamarca      | Prime Time                                   | -                                               |
| Estados Unidos | Annika Bengtzon: Crime Reporter - Prime Time | -                                               |
| Hungría        | Nobel végakarata                             | 19 de diciembre de 2014 (estreno en televisión) |
| Italia         | Annika: Crime reporter - I dodici sospetti   | -                                               |
| Países Bajos   | Annika Bengtzon - A bűn nyomában: Főműsoridő | 10 de febrero de 2013 (estreno en televisión)   |
| Polonia        | Z rubryki kryminalnej: Prime Time            | -                                               |